# Hépatites virales considérées comme maladies professionnelles
 (août 2022).
Pour les aspects cliniques, voir hépatite virale.
L‘hépatite virale est reconnue en France comme maladie professionnelle quand elle répond à certains critères administratifs.

## Régime général en France
| Fiche Maladie professionnelle | Fiche Maladie professionnelle | Fiche Maladie professionnelle |
| Ce tableau définit les critères à prendre en compte pour qu'une hépatite virale soit prise en charge au titre de la maladie professionnelle | Ce tableau définit les critères à prendre en compte pour qu'une hépatite virale soit prise en charge au titre de la maladie professionnelle | Ce tableau définit les critères à prendre en compte pour qu'une hépatite virale soit prise en charge au titre de la maladie professionnelle |
| Régime Général Date de création : 18 février 1967 | Régime Général Date de création : 18 février 1967                                                                                           | Régime Général Date de création : 18 février 1967 |
| Tableau N° 45 RG | Tableau N° 45 RG | Tableau N° 45 RG |
| Infections d'origine professionnelle par les virus des hépatites A, B, C, D et E | Infections d'origine professionnelle par les virus des hépatites A, B, C, D et E                                                            | Infections d'origine professionnelle par les virus des hépatites A, B, C, D et E |
| --- | --- | --- |
| Désignation des Maladies | Délai de prise en charge | Liste indicative des principaux travaux susceptibles de provoquer ces maladies |
| - A - Hépatites virales transmises par voie orale | | Travaux comportant des actes de soins, d'hygiène, d'entretien, d'analyses de biologie médicale, susceptibles d'exposer aux produits biologiques d'origine humaine et aux produits contaminés par eux. |
| a) Hépatites à virus A : - Hépatite fulminante. | 40 jours | |
| - Hépatite aiguë ou subaiguë. | 60 jours | |
| - Formes à rechutes. | 60 jours | |
| Ces pathologies et leur étiologie doivent être confirmées par des examens biochimiques et par une sérologie traduisant une infection en cours par le virus A. | | Travaux comportant des actes de soins et d'hygiène corporels, de soutien dans des crèches, garderies, institutions sociales et médicosociales recevant des enfants et des adultes handicapés. Travaux exposant au contact d'eaux usées lors de l'installation, l'exploitation et l'entretien des réseaux d'assainissement, de stations d'épuration. |
| b) Hépatite à virus E : - Hépatite fulminante. | 40 jours | |
| - Hépatite aiguë ou subaiguë. | 60 jours | |
| Ces pathologies et leur étiologie doivent être confirmées par des examens biochimiques et par la détection du virus E traduisant une infection en cours. | | Travaux exposant au contact d'eaux usées dans les établissements de bains, de douches, dans les piscines, dans les établissements thermaux. Travaux exposant au contact d'eaux usées dans les cuisines de restauration collective. Travaux exposant aux produits biologiques d'origine humaine et aux objets contaminés par eux, effectués dans les : |
| - B - Hépatites virales transmises par le sang, ses dérivés et tout autre liquide biologique ou tissu humains | | Etablissements généraux ou spécialisés de soins, d'hospitalisation, d'hébergement, de cure, de prévention, d'hygiène. Laboratoires d'analyses de biologie médicale, d'anatomie et de cytologie pathologiques. Etablissements de transfusions sanguines. Services de prélèvements d'organes, de greffons. Services médicaux d'urgence et d'aide médicale urgente. Services de secours et de sécurité : pompiers, secouristes, sauveteurs, ambulanciers, policiers, personnel pénitentiaire. Services de ramassage, traitement, récupération de déchets médicaux, d'ordures ménagères. Services de soins funéraires et morgues. |
| a) Hépatites à virus B (en dehors des cas qui auraient été pris en charge au titre d'un accident du travail) : - Hépatite fulminante. | 40 jours | |
| - Hépatite aiguë avec ou sans manifestations ictériques. | 180 jours | |
| - Manifestations extrahépatiques dues à l'infection aiguë par le virus B : urticaire, érythème noueux, acrodermatite papuleuse, syndrome de Raynaud, vascularites, polyarthrite, néphropathie glomérulaire, anémie hémolytique.                                                       | 180 jours | |
| - Hépatite chronique active ou non. | 2 ans | |
| Ces pathologies et leur étiologie doivent être confirmées par des examens biochimique et par la présence de marqueurs du virus B témoignant d'une affection en cours. | | |
| - Manifestations extra-hépatiques dues à l'infection chronique par le virus B : vascularite dont périartérite noueuse, néphropathie glomérulaire membranoproliférative. | 10 ans | |
| - Cirrhose. | 20 ans | |
| - Carcinome hépatocellulaire. | 30 ans | |
| L'étiologie de ces pathologies :manifestations extra-hépatiques, cirrhose et carcinome hépato-cellulaire, doit être confirmée par la présence de marqueurs du virus témoignant d'une infection chronique à virus B ou d'un examen du tissu hépatique montrant les traces de ce virus. | | |
| b) Co-infection d'une hépatite B par le virus D : - Hépatite fulminante. | 40 jours | |
| - Hépatite aiguë. | 180 jours | |
| - Hépatite chronique active. | 2 ans | |
| L'étiologie doit être confirmée par la présence de marqueurs traduisant une infection en cours par le virus D. | | |
| c) Hépatites à virus C (en dehors des cas qui auraient été pris en charge au titre d'un accident du travail) : - Hépatite aiguë avec ou sans manifestations cliniques. | 180 jours | |
| - Hépatite chronique active ou non. | 20 ans | |
| Ces pathologies et leur étiologie doivent être confirmées par des examens biochimiques et par la présence de marqueurs du virus témoignant d'une infection en cours. | | |
| - Manifestations extra- hépatiques dues à l'infection chronique par le virus C: | 20 ans | |
| 1) Associées à une cryo-globulinémie mixte essentielle: purpura, vascularites, neuropathies périphériques, syndrome sec, polyarthrite, néphropathie membrano-proliférative. | | |
| 1) Associées à une cryo-globulinémie mixte essentielle: purpura, vascularites, neuropathies périphériques, syndrome sec, polyarthrite, néphropathie membrano-proliférative. 2) Hors de la présence d'une cryoglobulinémie : porphyrie cutanée tardive, lichen plan, urticaire.        | | |
| - Cirrhose. | 20 ans | |
| - Carcinome hépatocellulaire. | | |
| L'étiologie de ces pathologies : manifestations extra-hépatiques, cirrhose, carcinome hépato- cellulaire, doit être confirmée par une sérologie traduisant une hépatite chronique à virus C ou un examen du tissu hépatique montrant les traces de ce virus.                          | | |
| Date de mise à jour : 29 juillet 1999 | | |

### Régime agricole
| Fiche Maladie Professionnelle | Fiche Maladie Professionnelle | Fiche Maladie Professionnelle |
| Ce tableau définit les critères à prendre en compte pour qu'une hépatite virale soit prise en charge au titre de la maladie professionnelle | Ce tableau définit les critères à prendre en compte pour qu'une hépatite virale soit prise en charge au titre de la maladie professionnelle | Ce tableau définit les critères à prendre en compte pour qu'une hépatite virale soit prise en charge au titre de la maladie professionnelle |
| Régime Agricole. Date de création : 8 septembre 1975 | Régime Agricole. Date de création : 8 septembre 1975                                                                                        | Régime Agricole. Date de création : 8 septembre 1975                                                                                        |
| Tableau N° 33 RA | Tableau N° 33 RA | Tableau N° 33 RA |
| Infections d'origine professionnelle par les virus des hépatites A, B, C, D et E | Infections d'origine professionnelle par les virus des hépatites A, B, C, D et E                                                            | Infections d'origine professionnelle par les virus des hépatites A, B, C, D et E                                                            |
| --- | --- | --- |
| Désignation des Maladies | Délai de prise en charge | Liste indicative des principaux travaux susceptibles de provoquer ces maladies                                                              |
| - A - Hépatites virales transmises par voie orale | | Travaux exposant au contact d'eaux usées lors de l'installation, l'exploitation et l'entretien des réseaux d'assainissement.                |
| a) Hépatites à virus A : - Hépatite fulminante. | 40 jours | Travaux exposant au contact d'eaux usées dans les cuisines de restauration collective.                                                      |
| - Hépatite aiguë ou subaiguë. | 60 jours | |
| - Formes à rechutes. | 60 jours | |
| Ces pathologies et leur étiologie doivent être confirmées par des examens biochimiques et par une sérologie traduisant une infection en cours par le virus A. | | |
| b) Hépatite à virus E : - Hépatite fulminante. | 40 jours | |
| - Hépatite aiguë ou subaiguë. | 60 jours | |
| Ces pathologies et leur étiologie doivent être confirmées par des examens biochimiques et par la détection du virus E traduisant une infection en cours. | | |
| - B - Hépatites virales transmises par le sang, ses dérivés et tout autre liquide biologique ou tissu humains | | Travaux exposant aux produits biologiques d'origine humaine et aux objets contaminés par eux.                                               |
| a) Hépatites à virus B (en dehors des cas qui auraient été pris en charge au titre d'un accident du travail) : - Hépatite fulminante. | 40 jours | |
| - Hépatite aiguë avec ou sans manifestations ictériques. | 180 jours | |
| - Manifestations extrahépatiques dues à l'infection aiguë par le virus B : urticaire, érythème noueux, acrodermatite papuleuse, syndrome de Raynaud, vascularites, polyarthrite, néphropathie glomérulaire, anémie hémolytique.                                                       | 180 jours | |
| - Hépatite chronique active ou non. | 2 ans | |
| Ces pathologies et leur étiologie doivent être confirmées par des examens biochimique et par la présence de marqueurs du virus B témoignant d'une affection en cours. | | |
| - Manifestations extra-hépatiques dues à l'infection chronique par le virus B : vascularite dont périartérite noueuse, néphropathie glomérulaire membranoproliférative. | 10 ans | |
| - Cirrhose. | 20 ans | |
| - Carcinome hépatocellulaire. | 30 ans | |
| L'étiologie de ces pathologies :manifestations extra-hépatiques, cirrhose et carcinome hépato-cellulaire, doit être confirmée par la présence de marqueurs du virus témoignant d'une infection chronique à virus B ou d'un examen du tissu hépatique montrant les traces de ce virus. | | |
| b) Co-infection d'une hépatite B par le virus D : - Hépatite fulminante. | 40 jours | |
| - Hépatite aiguë. | 180 jours | |
| - Hépatite chronique active. | 2 ans | |
| L'étiologie doit être confirmée par la présence de marqueurs traduisant une infection en cours par le virus D. | | |
| c) Hépatites à virus C (en dehors des cas qui auraient été pris en charge au titre d'un accident du travail) : - Hépatite aiguë avec ou sans manifestations cliniques. | 180 jours | |
| - Hépatite chronique active ou non. | 20 ans | |
| Ces pathologies et leur étiologie doivent être confirmées par des examens biochimiques et par la présence de marqueurs du virus témoignant d'une infection en cours. | | |
| - Manifestations extra-hépatiques dues à l'infection chronique par le virus C : | 20 ans | |
| 1) Associées à une cryo-globulinémie mixte essentielle: purpura, vascularites, neuropathies périphériques, syndrome sec, polyarthrite, néphropathie membra-noproliférative. | | |
| 1) Associées à une cryo- globulinémie mixte essentielle: purpura, vascularites, neuropathies périphériques, syndrome sec, polyarthrite, néphropathie membra-noproliférative. 2) Hors de la présence d'une cryoglobulinémie porphyrie cutanée tardive, lichen plan, urticaire.         | | |
| - Cirrhose. | 20 ans | |
| - Carcinome hépatocellulaire. | | |
| L'étiologie de ces pathologies : manifestations extra-hépatiques, cirrhose, carcinome hépatocellulaire, doit être confirmée par une sérologie traduisant une hépatite chronique à virus C ou un examen du tissu hépatique montrant les traces de ce virus.                            | | |
| Date de mise à jour : 20 mars 1999 | | |

## Données médicales
Avant la découverte du vaccin contre l'hépatite B en 1975 par Philippe Maupas (1939-1981) et son équipe de la Faculté de médecine de Tours, cette maladie professionnelle faisait des ravages chez les professionnels de santé. Aujourd’hui son incidence a diminué de façon spectaculaire, mais 2 % des hépatite B concernent des professionnels de santé. Après accident d'exposition au sang, lorsque le patient est porteur du virus le risque de contamination pour le soignant (non immunisé) est de 30 % 
Par contre l’hépatite C contre laquelle il n’existe aucun vaccin commence à devenir préoccupante dans le même secteur professionnel. Après accident d'exposition au sang, lorsque le patient est porteur du virus le risque de contamination pour le soignant est de 3 % 
L’hépatite A qui est une maladie bénigne tend à devenir moins fréquente dans les pays équipés d’un réseau de stations d’épuration performant. Le risque de contamination pour le personnel soignant est faible.
Depuis le début de l’année 2007 on note l’apparition en Europe de l’hépatite E autrefois confinée en Asie. La maladie est transmise par les porcs et pourrait de venir un risque professionnel pour le personnel des abattoirs,.

## Sources spécifiques
- (fr) Tableau N°45 des maladies professionnelles
- (fr) Tableau N° 45 des maladies professionnelles du régime Général
- (fr) Tableau N° 33 des maladies professionnelles du régime Agricole

## Sources générales
- (fr) Tableaux du régime Général sur le site de l’AIMT
- (fr) Tableau de maladie professionnelle (régime général n° 45, régime agricole n° 33) sur le site de l'

## Autres liens
- (fr) Classement des agents biologiques pathogènes en milieu de travail